# Споканская фондовая биржа
Споканская фондовая биржа (англ. Spokane Stock Exchange) — бывшая региональная фондовая биржа, располагавшаяся в Здании Пейтона в Спокане, Вашингтон. Была основана в 1897 году для торговли преимущественно акциями горнодобывающих компаний.
Прекратила свою деятельность и закрылась 24 мая 1991 года.
Объём торгов на бирже достиг максимума в начале 1980-х годов, составив около 100 млн долларов США. В дальнейшем он редко превышал уровень 50 000 долларов США в день.